# 치롄산맥

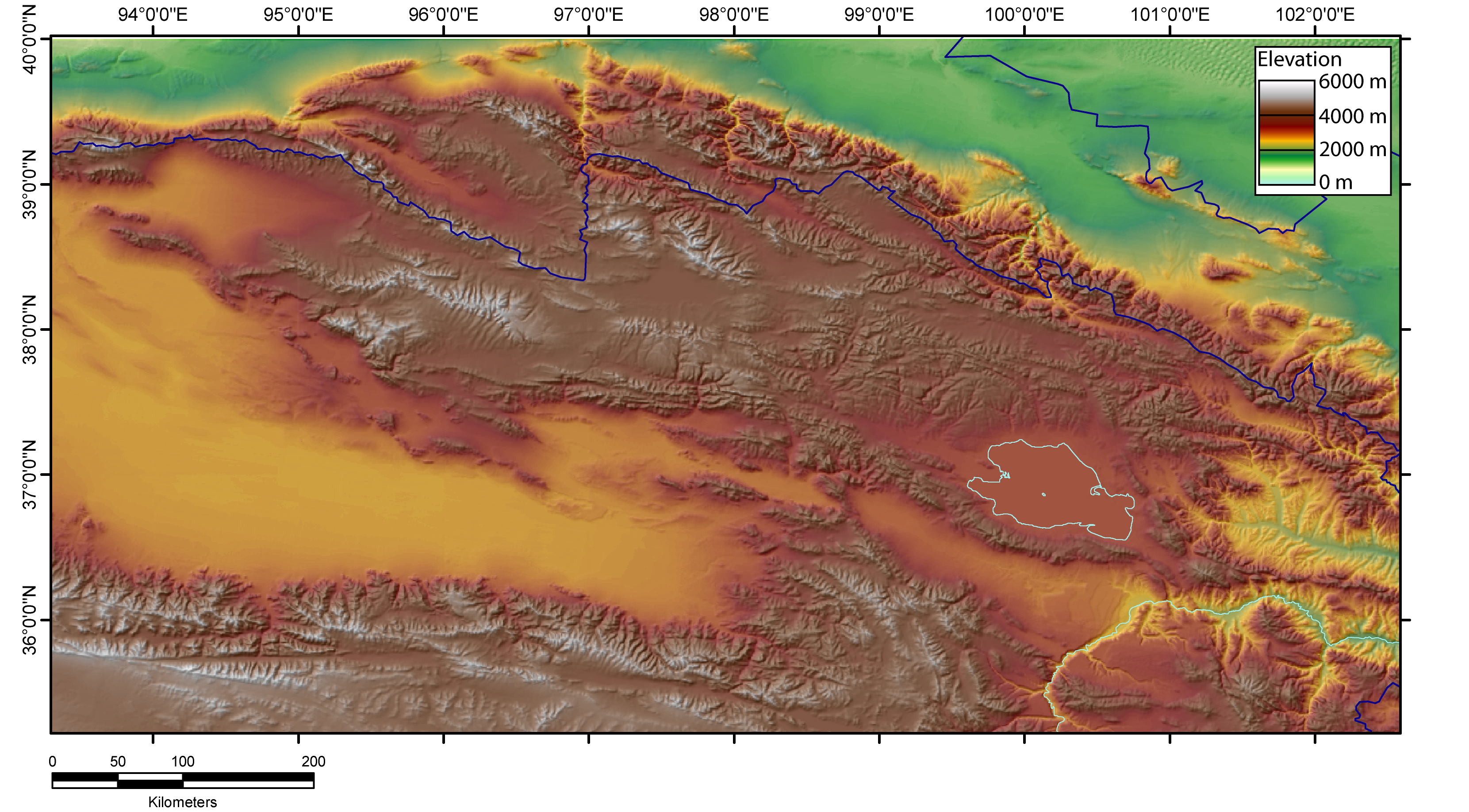
치롄산맥(중화인민공화국)

치롄산맥(祁連山脈 기련산맥)은 중화인민공화국의 주요 산맥 중의 하나이다. 티베트고원의 북쪽 기슭에 간쑤성과 칭하이성에 걸쳐, 북서쪽은 알타이산맥에 접하고, 동쪽은 란저우의 흥륭산에 이르러, 남쪽은 차이다무 분지와 칭하이호수에 서로 연결된다.
산맥은 서북에서 동남으로 달려, 여러 개의 평행하는 산맥이 되어, 평균 해발 4000m 이상, 길이 2000km, 폭 200~500km에 이른다. 평원의 하곡이 산지 면적의 3 분의 1이상을 차지한다. 주봉우리는 치롄 산이다. 일부는 빙하가 발달한 6,5000m 급의 고봉이 늘어서, 「하서회랑」의 오아시스 도시들인 무위(양주), 장액(감주), 주천(숙주), 돈황(조주)을 윤택하게 하는 내륙 하천의 수원이 되고 있다.
「기련산」(祁連山)이라는 이름의 유래는 고대의 흉노 시대까지 거슬러 올라간다. 흉노어로 「기련」은 즉 「하늘」이라는 뜻이며, 기련산은 「천산」이라고 이름이 붙여졌던 것이다. 하서회랑의 남쪽에 있었기 때문에 이전에는 ‘남산’이라고 칭해지고 있었다. 당대의 시인 이백의 「明月出天山，蒼茫雲海間；長風幾萬里，吹度玉門關.」안의 「천산」은 기련산을 가리킨다.

## 지도
| 가잔 열도갠지스강고다바리강고비 사막나일강류큐 열도남중국해노르웨이해뉴기니섬네푸드 사막다싱안링산맥다뉴브강동시베리아해동중국해동해둥베이 · 평원랍테프해룹알할리 사막레나강마다가스카르섬마리아나 제도마르마라해말레이반도메콩강몰디브 제도몽골고원바렌츠해바이칼호바탄 제도발리섬발트해발하시호백해베링해벵골만보르네오섬북극해북해볼가강북드비나강브라마푸트라강사할린섬샤오싱안링산맥세이셸 군도소코트라섬수마트라섬술라웨시섬스리랑카섬스칸디나비아반도스타노보이산맥스프래틀리 군도시나이반도새머리싱가포르섬아나톨리아아덴만아라비아반도아라비아해아라푸라해아랄해아무르강아조프해아프리카의 뿔안다만 제도알타이산맥알류샨 열도에게해예니세이강오가사와라 제도오만만오비강오스트레일리아오호츠크해우랄강우랄산맥유프라테스강이란고원인더스강인도 아대륙인디기르카강인도양 (북부)인도차이나반도일본 열도자와섬주강장강치롄산맥카라해카라코람카스피해캄차카반도캅카스산맥캐롤라인 · 제도콜리마강쿠릴 열도쿤룬산맥크리스마스섬타이만대만타클라마칸 사막북태평양톈산산맥통킹만티그리스강티모르섬티베트고원파라셀 제도파미르페르시아만페초라강프라타스섬필리핀 제도필리핀해하이난한반도항가이산맥호르무즈홋카이도홍해화베이 · 평원황하황해흑해히말라야산맥힌두스탄 · 평원힌두쿠시class=notpageimage\| 아시아의 주요 지리 |

## 같이 보기
- 쿤룬산맥